# 呉仁裕
呉 仁裕（朝鮮語: 오인유、生没年不詳）は、高麗の重臣。朝鮮氏族の海州呉氏の始祖。中国宋の学士として名声高く、高麗の成宗代に朝鮮半島に渡って検校軍器監を務めた。黄海道海州に定着した後、呉仁裕の子孫たちは本貫を海州に定めた。
朝鮮の英雄である呉延寵（睿宗代に女真を討伐した武将、吏部尚書・門下侍中平章事を歴任）は、呉仁裕の6代子孫である。
1987年4月12日、京畿道龍仁市処仁区に呉仁裕を顕彰する碑が建立された。高さ約2メートルで、碑文には「高麗軍器監監海州吳公仁裕紀念碑」と刻まれている。